# Limnognathia maerski
Limnognathia maerski és un animal microscòpic, descobert en una font termal de l'Illa Disko a Groenlàndia el 1994, prou diferent de la resta de formes de vides conegudes perquè fos classificat en el seu propi fílum, els micrognatozous (Micrognathozoa). Estan emparentats amb els rotífers, els acantocèfals i els gnatostomúlids, agrupats conjuntament en el clade dels gnatífers. Amb una mida mitjana d'una dècima de mil·límetre és un dels animals més petits coneguts.
En un principi, havia estat confós per un rotífer, però un examen més a consciència va acabar trobant diferències significatives respecte a l'estructura corporal dels rotífers. Aquestes diferències van conduir als descobridors a assignar-li el seu propi fílum.

## Característiques
L. maerski té mandíbules molt complicades, amb quinze elements separats. Les parts de l'estructura mandibular estan connectades per lligaments i músculs. Les parts de les mandíbules són molt petites, entre 4 i 14 μm. L'animal pot estendre part de la seva estructura mandibular fora de la boca per menjar. També l'estén cap a fora quan està regurgitant elements que no són digeribles.
L. maerski té un gran gangli o cervell al cap i un parell de cordes nervioses que s'estenen ventralment (al llarg de la part ventral del cos) fins a la cua. Disperses sobre el cos hi ha pues sensorials fetes d'un a tres cilis. Aquestes pues són semblants a les trobades en els gnatostomúlids, però mentre que L. maerski pot tenir tres cilis per cèl·lula, els altres només en tenen un.
En el front disposen d'una àrea en forma de ferradura que està plena de cilis. També n'hi ha en punts laterals del cap i en dues files de la part baixa del cos. Els cilis del front creen un corrent que mouen les partícules alimentàries cap a la boca. Els altres cilis mouen l'animal.

## Història natural
Tots els individus de L. maerski que s'han capturat per al seu estudi han mostrat tenir òrgans femenins. Ponen dos tipus d'ous: de clova fina que es desclouen d'hora i de clova gruixuda resistents a la congelació i, per tant, capaços d'estar en vida latent fins a la primavera. És un patró que també tenen els rotífers entre els que només es formen ous de clova fina després de la fertilització dels mascles. Podria ser que els individus més joves de L. maerski recollits tinguessin també òrgans masculins teoritzant-se que neixen com a mascles i evolucionen com a femelles.

## Filogènia
Els següent cladograma mostra les afinitats de Limnognathia:
|  | Seisonida                                                      |
|  |                                                                |
|  | \| \| Eurotatoria \| \| \| \| \| \| Acanthocephala \| \| \| \| |
|  |                                                                |
|  | Eurotatoria                                                    |
|  |                                                                |
|  | Acanthocephala                                                 |
|  |                                                                |

|  | Eurotatoria    |
|  |                |
|  | Acanthocephala |
|  |                |

|  | Seisonida                                                      |
|  |                                                                |
|  | \| \| Eurotatoria \| \| \| \| \| \| Acanthocephala \| \| \| \| |
|  |                                                                |
|  | Eurotatoria                                                    |
|  |                                                                |
|  | Acanthocephala                                                 |
|  |                                                                |

|  | Eurotatoria    |
|  |                |
|  | Acanthocephala |
|  |                |

|  | Seisonida                                                      |
|  |                                                                |
|  | \| \| Eurotatoria \| \| \| \| \| \| Acanthocephala \| \| \| \| |
|  |                                                                |
|  | Eurotatoria                                                    |
|  |                                                                |
|  | Acanthocephala                                                 |
|  |                                                                |

|  | Eurotatoria    |
|  |                |
|  | Acanthocephala |
|  |                |

|  | Seisonida                                                      |
|  |                                                                |
|  | \| \| Eurotatoria \| \| \| \| \| \| Acanthocephala \| \| \| \| |
|  |                                                                |
|  | Eurotatoria                                                    |
|  |                                                                |
|  | Acanthocephala                                                 |
|  |                                                                |

|  | Eurotatoria    |
|  |                |
|  | Acanthocephala |
|  |                |